# Maurice Desrieux
Maurice Bénite dit Maurice Desrieux, né le 19 juillet 1829 à Toulon et mort le 4 juin 1876 à Paris 16e, est un acteur français,
Marié en secondes noces à la comédienne Marie Laurent, il est le père de l'artiste-peintre Mathilde Laurent-Desrieux.

## Principaux rôles
- 1856 : Le Fils de la nuit, drame en trois journées et un prologue de Victor Séjour, au théâtre de la Porte-Saint-Martin (juillet)
- 1858 : Faust, drame fantastique en 5 actes et 14 tableaux d'Adolphe Dennery, musique d'Artus, au théâtre de la Porte-Saint-Martin (septembre) : Valentin
- 1859 : La Jeunesse de Louis XI, drame en 5 actes de Jules Lacroix, au théâtre de la Porte-Saint-Martin (septembre) : Raoul
- 1863 : Marengo, drame national en 5 actes d'Adolphe d'Ennery, au théâtre du Châtelet (février) : Henri de Rennepont
- 1864 : La Jeunesse du Roi Henri, drame historique en 5 actes de Pierre Alexis de Ponson du Terrail, au théâtre du Châtelet (mars) : Henri de Navarre
- 1865 : Les Mystères du vieux Paris, drame en 5 actes d'Adolphe d'Ennery & Ferdinand Dugué, musique de Victor Chéri, au Théâtre du Châtelet (janvier) : Tristan d'Apremont
- 1873 : Jeanne d'Arc, drame en 5 actes de Jules Barbier, musique de Charles Gounod, production de Jacques Offenbach, au Théâtre de la Gaîté (novembre) : La Trémouille.